# Torunn Fossli Sæthre
Torunn Fossli Sæthre, född 1970, är en norsk orienterare som tog VM-silver i stafett 1997 samt NM-silver i stafett 1992 och 1995 och NM-brons i stafett 1993.